# Janiw (stacja kolejowa)
Janiw (ukr. Янів, ros. Янов) – nieczynna stacja kolejowa w pobliżu miejscowości Prypeć, w rejonie wyszogrodzkim, w obwodzie kijowskim, na Ukrainie. Leży na linii Czernihów – Owrucz.

## Historia
Stacja powstała w 1925. Jej nazwa pochodzi od leżącej w pobliżu wsi. 40 lat później stacja odegrała ważną rolę podczas budowy Czarnobylskiej Elektrowni Jądrowej i miasta Prypeć, dla którego została później głównym dworcem pasażerskim i towarowym.
Stacja została zamknięta po katastrofie w Czarnobylskiej Elektrowni Jądrowej i wysiedleniu ludności. Ostatni pociąg pasażerski odjechał z Janiwa 29 kwietnia 1986.
Obecnie stacja jest sporadycznie wykorzystywana na potrzeby konserwacji sarkofagu. Ponadto na jej torach znajduje się cmentarzysko porzuconego taboru kolejowego (głównie TEM2). Stanowi ona także atrakcję turystyczną.

## Stacja w kulturze
Stacja odtworzona jest w grze komputerowej S.T.A.L.K.E.R.: Zew Prypeci.

## Przypisy

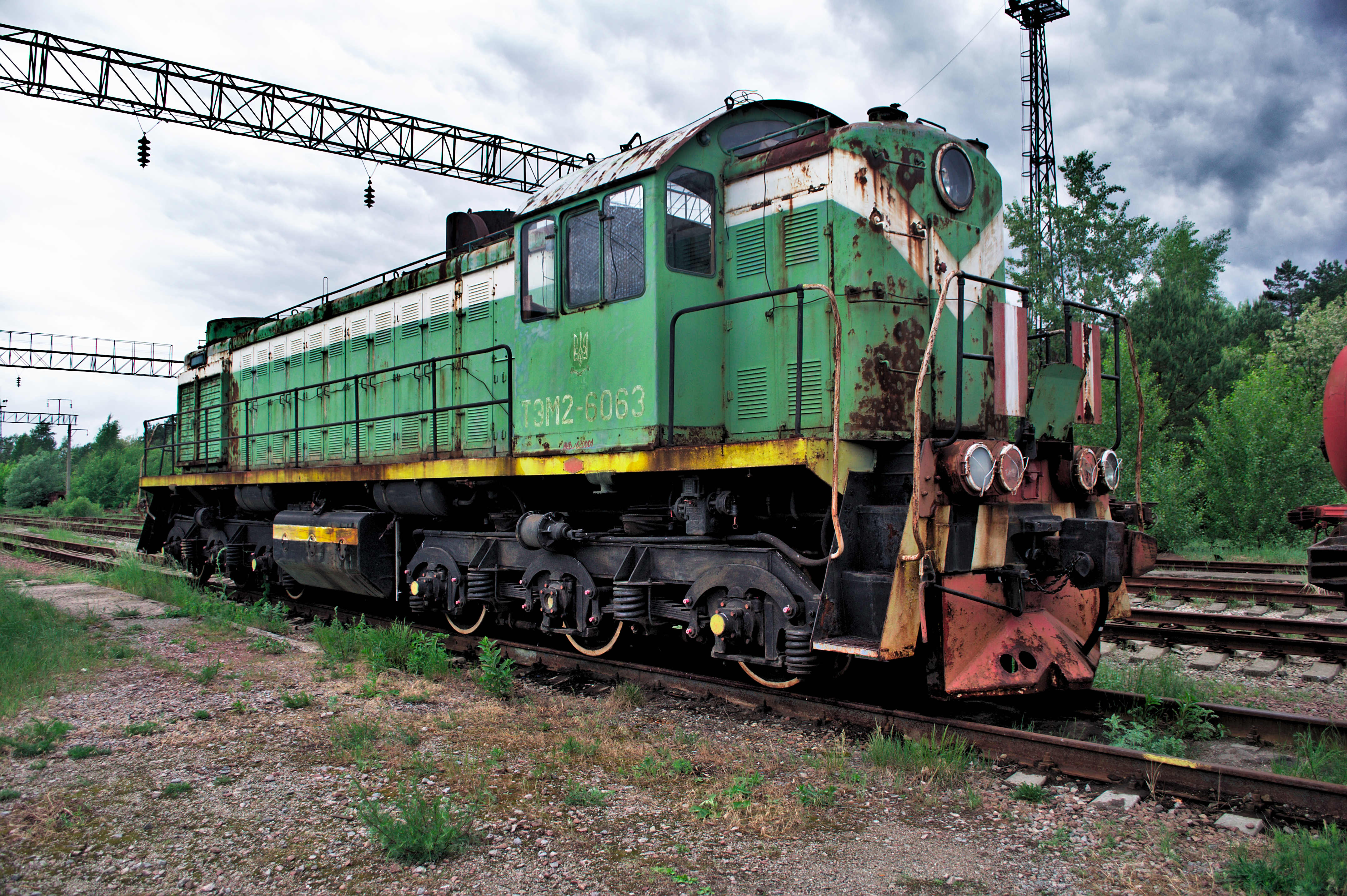
Lokomotywa TEM2 na stacji Janiw